# VV 283
VV 283 – połączona para galaktyk znajdująca się w konstelacji Panny w odległości około 500 milionów lat świetlnych od Ziemi. VV 283 wygląda jak typowa galaktyka, jednak w rzeczywistości jest parą łączących się galaktyk. Posiada chaotyczny ogon rozdzielający się na dwie odrębne gałęzie. Podobnie jak inne łączące się obiekty jest to bardzo jasna galaktyka w podczerwieni.